# Murboden
La murboden ou murbodner est une race de vache autrichienne.

## Origine
Elle est issue d'un croisement du rameau brun et du rameau pie rouge des montagnes. Elle provient de la vallée de la Mur. Autrefois, une variabilité de couleur existait selon les zones, allant du froment au rouge, en passant par le gris. Elle est reconnue comme race en 1869, et la couleur froment devient officielle. En 1960, son livre généalogique est fusionné avec celui de la blonde de Carinthie. (kärntner blondvieh) Quelques éleveurs l'ont maintenue en race pure, mais elle est en danger de disparition. En 1998, la population s'élevait à 450 individus, dont 395 vaches et 13 taureaux inscrits. Il existe quelques individus également en Slovénie.

## Morphologie
Elle porte une robe froment clair à rouge, presque blanche sur les fesses, les pattes et le tour du mufle. Le mufle est sombre. Les cornes sont courtes, claires à point noire. 
 Elle a une silhouette musclée pour une taille moyenne de 130 à 140 cm pour 550 à 650 kg pour les vaches et 140 à 150 cm pour 900 à 1 000 kg pour les taureaux.

## Aptitudes
Elle est classée mixte avec 4 000 kg par lactation de lait riche à 4,2 % de matières grasses. C'est une vieille race à tout faire. Autrefois elle donnait sa force de travail, mais est actuellement essentiellement élevée pour sa viande. Elle donne de jolis veaux qu'elle est apte à nourrir jusqu'à un poids élevé.